# Liam Aiken
Liam Pádraic Aiken (ur. 7 stycznia 1990 w Nowym Jorku) – amerykański aktor filmowy i telewizyjny, znany między innymi z roli Klausa Baudelaire’a w filmie Lemony Snicket: Seria niefortunnych zdarzeń.

## Życiorys

### Wczesne lata
Urodził się w Nowym Jorku jako syn Moyi i Billa Aikena, producenta MTV i Nickelodeon. Jego ojciec był Amerykaninem pochodzenia irlandzkiego, angielskiego i niemieckiego, podczas gdy matka urodziła się w Irlandii. Gdy Liam miał dwa lata, jego ojciec zmarł na raka przełyku. Uczęszczał do Dwight-Englewood School w Englewood w New Jersey. Studiował w Kanbar Institute of Film & Television na Uniwersytecie Nowojorskim.

### Kariera
Brał udział w reklamie Ford Motor Company. Mając sześć lat wystąpił na Broadwayu w roli Bobby’ego Helmera w sztuce Henrika Ibsena Dom lalki. Zadebiutował na ekranie w wieku siedmiu lat jako Ned w melodramacie Hala Hartleya Henry Fool (1997) z udziałem Kevina Corrigana. W 1998 gościnnie zagrał postać Jacka Ericsona w odcinku serialu NBC Prawo i porządek (Law & Order) – pt. „Disappeared”.
Za rolę Bena Harrisona w komediodramacie Chrisa Columbusa Mamuśka (Stepmom, 1998) u boku Julii Roberts, Susan Sarandon i Eda Harrisa został uhonorowany Young Artist Awards w kategorii najlepszy występ w filmie fabularnym – młody aktor w wieku 10 lat lub młodszy. Kandydował do roli w dramacie psychologicznym Szósty zmysł (The Sixth Sense, 1999), ale jego matka uważała, że jest za młody na tę obsesyjną rolę i ostatecznie zagrał ją Haley Joel Osment. Startował też w castingu do roli Harry’ego Pottera, dostał nawet ofertę, która jednak została wycofana z powodu pochodzenia aktora i ostatecznie do roli wybrany został Daniel Radcliffe.

## Filmografia
- 2016: The Honor Farm jako Sinclair
- 2015: The Frontier jako Eddie
- 2015: Cleveland jako Ethan
- 2015: Weepah way for now jako Reed
- 2015: Like Lambs jako Charlie Masters
- 2014: Ned Rifle jako Ned
- 2012: Girls Against Boys jako Tyler
- 2012: Elektryczne dzieci (Electrick Children) jako pan Will
- 2012: Nor'easter jako Josh Green
- 2012: How to Be a Man jako Bryan
- 2010: Morderca we mnie (The Killer Inside Me) jako Johnnie Pappas
- 2008: Airborn jako Matt Cruse
- 2006: Fay Grim jako Ned
- 2004: Lemony Snicket: Seria niefortunnych zdarzeń (Lemony Snicket's A Series of Unfortunate Events) jako Klaus Baudelaire
- 2003: Dobry piesek (Good Boy!) jako Owen Baker
- 2002: Droga do zatracenia (The Road to Perdition) jako Peter O’Sullivan
- 2001: Dom rodzinny (The Rising Place) jako Emmett Wilder
- 2001: Słodki listopad (Sweet November) jako Abner
- 2000: Marzyłam o Afryce (I Dreamed of Africa) jako Emanuele Pirri-Gallman (w wieku 7 lat)
- 1998: Mamuśka (Stepmom) jako Ben
- 1998: Moja miłość (The Object Of My Affection) jako Nathan
- 1998: Córka mafii (Montana) jako Dzieciak
- 1997: Henry Fool jako Ned